# Mistrzostwa Świata U-19 w Rugby Union Mężczyzn 1970
Mistrzostwa Świata U-19 w Rugby Union Mężczyzn 1970 – drugie mistrzostwa świata U-19 w rugby union mężczyzn zorganizowane przez FIRA, które odbyły się w Vichy w dniach od 24 do 29 marca 1970 roku.

## Klasyfikacja końcowa
| Miejsce | Reprezentacja       |
| ------- | ------------------- |
| 1       | Francja U-19        |
| 2       | Hiszpania U-19      |
| 3       | Włochy U-19         |
| 4       | Maroko U-19         |
| 5       | Rumunia U-19        |
| 6       | RFN U-19            |
| 7       | Czechosłowacja U-19 |
| 8       | Portugalia U-19     |